# Ikamiut
Ikamiut – miejscowość na zachodnim wybrzeżu Grenlandii, w gminie Qaasuitsup. W Ikamiut znajduje się heliport będący środkiem komunikacji z innymi miejscowościami na Grenlandii.
W roku 2020 w Ikamiut mieszkało 86 osób.